# Şirindere, İncirliova
Şirindere là một xã thuộc huyện İncirliova, tỉnh Aydın, Thổ Nhĩ Kỳ. Dân số thời điểm năm 2010 là 251 người.